# 神奈川県立相武台高等学校
神奈川県立相武台高等学校（かながわけんりつ そうぶだいこうとうがっこう）は、神奈川県相模原市南区新磯野にあった公立の高等学校。

## 沿革・統合後の学校について
- 1979年4月　百校計画により開校
- 2010年（平成22年）3月　県立高校改革推進計画実施につき、神奈川県立相武台高等学校廃校。同じく廃校の神奈川県立新磯高等学校と併合し単位制高校（神奈川県立相模原青陵高等学校）として同年4月新設される。国際・人文・芸術・情報・生活等の分野の系列が設置され、設備は廃校になった旧相武台高校のものを使用した。
- 2020年（令和2年）3月には、県立高校改革推進計画後期改革計画実施につき相模原青陵高等学校が廃校。同年4月、神奈川県立弥栄高等学校と併合し、神奈川県立相模原弥栄高等学校となった。
- 学園祭は、青陵祭と呼ばれていた。

## 設置課程
- 全日制

## 交通
- 小田急線 相武台前駅 徒歩25分またはバス「グリーンパーク」下車 徒歩8分
- 小田急線 小田急相模原駅よりバス「相武台高校前」下車 徒歩4分

## 主な出身者
- 菊地原毅（元プロ野球選手（広島東洋カープなど））
- 三好貴士（元プロ野球選手、野球監督）
- 大貫勇輔（ダンサー）
- 伊藤俊吾（キンモクセイ）
- 白井雄介（キンモクセイ）
- 板谷祐（ZI:KILL、THE SLUT BANKS）
- 神村奨（元プロサッカー選手）
- 小山慶一郎(アイドル)